# Partido Comunista Maoísta (España)
El Partido Comunista Maoísta es un partido marxista-leninista-maoísta español con afinidad con el Pensamiento Gonzalo. Surgió a partir de la organización Juventud Comunista -el cual fue fundado por miembros de partidos comunistas que no apoyaban sus tesis "revisionistas"- , fundada en el año 2019 que posteriormente se convertiría en el Partido (marxista-leninista) de los Trabajadores.

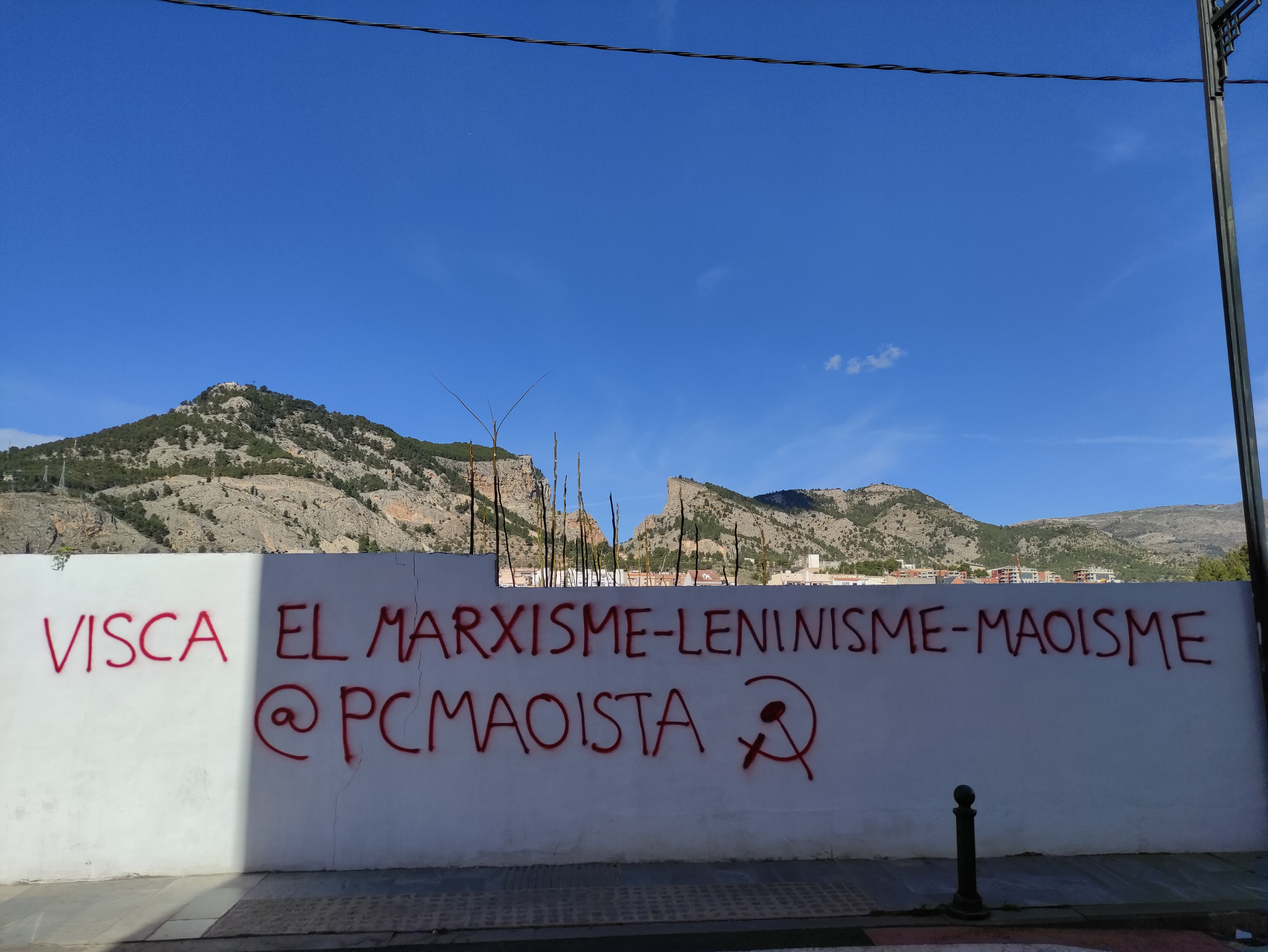
Pintada del Partido Comunista Maoísta

Pero en el 2020 la teoría de Mao Zedong tomaría fuerza dentro del partido por lo que el 3 al 5 de diciembre del 2021 organizó el II Congreso del Partido Comunista Maoísta donde se adoptó el marxismo-leninismo-maoísmo como ideología del partido usando los métodos de lucha del denominado Presidente Gonzalo.
Desde diciembre de 2022, forma parte de la Liga Comunista Internacional.